# Valergues

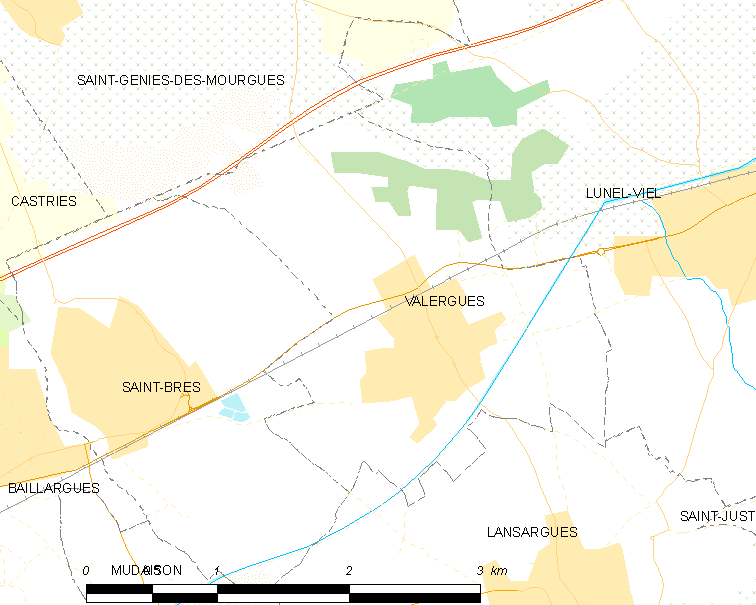
Mapa

 Valergues  es una población y comuna francesa, situada en la región de Occitania, departamento de Hérault, en el distrito de Montpellier y cantón de Lunel.

## Demografía
| 336 | 390 | 411 | 575 | 936 | 1740 | 2022 |
| Para los censos de 1962 a 1999 la población legal corresponde a la población sin duplicidades (Fuente: INSEE [Consultar]) |     |     |     |     |      |      |